# İkinci Biləcik
İkinci Biləcik è un comune dell'Azerbaigian situato nel distretto di Şəki. Conta una popolazione di 1 141 abitanti.